# Верещагина, Валентина Александровна
Валенти́на Алекса́ндровна Вереща́гина (22 февраля 1937, с. Елизавета-Пожва Чермозского района Пермской области — 24 января 2020, Пермь) — советский и российский биолог, доктор биологических наук (1981), профессор, заведующий кафедрой морфологии и систематики растений (ботаники и генетики растений) (1981—2002), декан биологического факультета (1983—1989), заслуженный профессор Пермского университета. Действительный член Международной академии наук экологии и безопасности жизнедеятельности (1995). «Королева науки» по итогам фестиваля «Женщины Перми-2006». Заслуженный работник высшей школы Российской Федерации. Основатель научной школы репродуктивной биологии растений в целях селекции в ПГНИУ (почётное звание РАЕН, 2011).

## Биография
В 1959 году с отличием окончила Пермский университет, в 1966 году защитила кандидатскую диссертацию «Антэкология растений темнохвойной тайги», в 1981 году в Ботаническом институте АН СССР (г. Ленинград) — докторскую («Гинодиэция, клейстогамия и гетеростилия у покрытосеменных : морфологический и эмбриологический аспекты»).
В 1981—2002 — заведующая кафедрой морфологии и систематики растений (с 24 ноября 1993 — кафедра ботаники и генетики растений) Пермского университета. Ученое звание профессора присвоено в 1983 году.
С 1983 по 1989 — декан биологического факультета Пермского университета.
С 1995 года — действительный член Международной академии наук экологии и безопасности жизнедеятельности.
Муж — Анатолий Николаевич Верещагин (род. 1936), профессор кафедры механики твердого деформируемого тела ПГУ.

## Научная и учебная работа
Читает студентам общие фундаментальные курсы «Генетика с основами селекции», «Общая цитология», ею разработаны новые для кафедры спецкурсы по эмбриологии растений и культурной флоре. Повышала квалификацию в Московском, Новосибирском, Санкт-Петербургском университетах. В 1992 году прошла стажировку в Оксфорде.
Основное содержание научной деятельности — исследования по репродуктивной биологии растений, включая цитоэмбриологию и цитогенетику.
Участник всесоюзных симпозиумов по эмбриологии, съездов Ботанического общества и Общества генетиков и селекционеров, XII Международного ботанического конгресса, XI и XV Международных симпозиумов по репродуктивной биологии (1991, С.-Петербург; 1998, Нидерланды).
Организатор нескольких всесоюзных и республиканских совещаний и двух симпозиумов по репродуктивной биологии, проведенных в Пермском университете (1987, 1991).
В. А. Верещагина создала направление научных исследований «Репродуктивная биология высших растений», включающее цитоэмбриологию и цитогенетику. Она является основателем специализации «Генетика и селекция» и автором-разработчиком магистерской программы «Генетика» в Пермском университете.
Член Ученого совета университета, ответственный редактор выпусков «Биология» «Вестника Пермского университета», председатель совета по защите докторских диссертаций по специальностям «Ботаника» и «Экология».
В 1996—2000 годах в Пермском университете действовал совет по защите
кандидатских диссертаций (биологические науки, специальность — ботаника), который возглавляла В. А. Верещагина; в 2001—2015 она возглавляла совет по защите докторских и кандидатских диссертаций по биологическим наукам, специальности
ботаника и экология (биология).
В 2011 году РАЕН присвоил В. А. Верещагиной почётное звание «Основатель научной школы репродуктивной биологии растений в целях селекции» в ПГНИУ.
Автор более 100 научных работ, в том числе учебных пособий «Генетика и селекция» (1999) и «Растения Прикамья» (2000); учебное пособие «Основы общей цитологии» вышло в свет вторым изданием с грифом Министерства образования и науки РФ (изд. центр «Академия», Москва, 2007), в соавторстве со своими учениками опубликовала монографию «Репродуктивная биология видов рода Medicago L.».
Под её руководством выполнено и защищено 9 кандидатских и 2 докторские диссертации.

## Избранные работы
- Основы общей цитологии: учеб. пособие / В. А. Верещагина; М-во образования РФ, Перм. гос. ун-т. Пермь: Изд-во Перм. гос. ун-та, 2001. 156 с. Библиогр.: с. 156. ISBN 5-7944-0245-8.
- Растения Прикамья : Учеб. пособие / Валентина Александровна Верещагина, Н. Л. Колясникова. Пермь : Кн.мир, 2001. 176с. Библиогр.: С. 173—174. ISBN 5-93824-005-0.
- Репродуктивная биология видов рода Medicago L. : [монография] / В. А. Верещагина, Н. Л. Колясникова, Л. В. Новоселова. Пермь : Изд-во Перм. ун-та, 2004. — 226 с. Библиогр.: с. 202—224. ISBN 5-8241-0349-6.
- Верещагина, В. А. Генетика с основами селекции: Курс лекций / Перм. ун-т. Пермь: [б. и.], 1999. 130 с.
- Верещагина В. А. Аранжировка цветов для начинающих. Харменс, 2006. 96 с.
- Генетические ресурсы растений и селекция : учеб. пособие / В. А. Верещагина ; Федеральное агентство по образованию РФ, Перм. гос. ун-т. Пермь : [б. и.], 2006. 143 с. Библиогр.: с. 139—142. ISBN 5-7944-0645-3.
- Основы общей цитологии : учебное пособие для студентов вузов, обучающихся по специальности и направлению подготовки «Биология» / В. А. Верещагина; Федер. агентство по образованию. Перм. гос. ун-т. 2-е изд., перераб. и доп. Пермь : [б. и.], 2005. 222 с.: ил. Библиогр.: с. 220. ISBN 5-7944-0576-7.
- Основы общей цитологии: учебное пособие для студентов вузов, обучающихся по специальности и направлению подготовки «Биология» / В. А. Верещагина. 3-е изд., стер. М.: Академия, 2009. 171, [2] с.: ил. (Высшее профессиональное образование). Библиогр.: с. 170. ISBN 978-5-7695-5856-6.
- Растительный мир Прикамья / В. А. Верещагина [и др.]. Пермь : Кн. изд-во, 1988. 166 с. : ил. Алф.-предм. указ.: с. 145—149. Указ. растений, описываемых в тексте: с. 149—151. Библиогр.: с. 151—154. ISBN 5-7625-0104-3.
- Цитология: учеб. для студ. учрежд. высш. проф. образования, обуч. по напр. подгот. «Пед. образование» профиль «Биология» / В. А. Верещагина. М.: Академия, 2012. 173 с. : ил. ; 21 см. (Высшее профессиональное образование: Педагогическое образование) (Бакалавриат). Библиогр.: с. 170. ISBN 978-5-7695-8711-5.

## Награды и звания
- Почётное звание «Заслуженный работник высшей школы Российской Федерации» (2000) — за заслуги в обучении и воспитании учащихся, подготовку высококвалифицированных специалистов и многолетний добросовестный труд[2]
- Почётное звание «Заслуженный профессор Пермского университета»
- «Королева науки» по итогам фестиваля «Женщины Перми-2006»

## Разное
Увлечение В. А. Верещагиной — флористика.
Имеет сертификаты международной школы флористов-дизайнеров «Николь» и Парижской школы аранжировки. Участник и дипломант Международных конкурсов аранжировщиков цветов. Издала отечественный учебник по аранжировке цветов (Верещагина В. А. «Аранжировка цветов для начинающих»). Участник 7-й Всемирной олимпиады по аранжировке цветов в Шотландии (Глазго, 2002 г.). Представляла Россию в качестве судьи на 8-й Всемирной олимпиаде аранжировщиков цветов в Японии (Иокогама, 2005 г.). Мастер и судья международного класса в этой области.